# 세종시민체육관
세종시민체육관(世宗市民體育館)은 조치원읍 신흥리에 있는 체육관이다. 세종시 시민운동장이 건설되면 세종시민체육관은 시민운동장의 일부로 편입된다
주로 배드민턴